# UFC on ESPN: Machado Garry vs. Prates
UFC on ESPN: Machado Garry vs. Prates (conosciuto anche come UFC on ESPN 66) è stato un evento di arti marziali miste tenuto dalla Ultimate Fighting Championship il 26 aprile 2025 al T-Mobile Center di Kansas City, negli Stati Uniti.

## Risultati
|                  | Divisione             |                      |                 |                  | Metodo                                      | Round           | Tempo           | Premio          |
| Card Principale  | Card Principale       | Card Principale      | Card Principale | Card Principale  | Card Principale                             | Card Principale | Card Principale | Card Principale |
| ---------------- | --------------------- | -------------------- | --------------- | ---------------- | ------------------------------------------- | --------------- | --------------- | --------------- |
|                  | Pesi welter           | Ian Machado Garry    | batte           | Carlos Prates    | Decisione unanime (48–47, 48–47, 49–46)     | 5               | 5:00            |                 |
|                  | Pesi mediomassimi     | Zhang Mingyang       | batte           | Anthony Smith    | KO tecnico (gomitate)                       | 1               | 4:03            | POTN            |
|                  | Catchweight (147 lbs) | David Onama          | batte           | Giga Chikadze    | Decisione unanime (29–28, 29–28, 29–28)     | 3               | 5:00            |                 |
|                  | Pesi medi             | Abusupiyan Magomedov | batte           | Michel Pereira   | Decisione unanime (30–27, 30–27, 30–27)     | 3               | 5:00            |                 |
|                  | Pesi welter           | Randy Brown          | batte           | Nicolas Dalby    | KO (pugno)                                  | 2               | 1:39            | FOTN            |
|                  | Pesi medi             | Ikram Aliskerov      | batte           | André Muniz      | KO tecnico (pugni)                          | 1               | 4:54            |                 |
| Card Preliminare |                       |                      |                 |                  |                                             |                 |                 |                 |
|                  | Pesi mosca            | Matt Schnell         | batte           | Jimmy Flick      | Decisione unanime (29–28, 29–28, 29–28)     | 3               | 5:00            |                 |
|                  | Pesi leggeri          | Evan Elder           | batte           | Gauge Young      | Decisione unanime (30–27, 30–27, 30–27)     | 3               | 5:00            |                 |
|                  | Pesi piuma            | Chris Gutiérrez      | batte           | John Castañeda   | Decisione non unanime (28–29, 29–28, 29–28) | 3               | 5:00            |                 |
|                  | Pesi gallo            | Da'Mon Blackshear    | batte           | Alateng Heili    | Decisione unanime (30–27, 30–27, 29–28)     | 3               | 5:00            |                 |
|                  | Pesi gallo            | Malcolm Wellmaker    | batte           | Cameron Saaiman  | KO (pugno)                                  | 1               | 1:59            | POTN            |
|                  | Pesi paglia femminili | Jaqueline Amorim     | batte           | Polyana Viana    | Sottomissione (rear-naked choke)            | 2               | 1:49            |                 |
|                  | Pesi piuma            | Timothy Cuamba       | batte           | Roberto Romero   | KO tecnico (ginocchiata saltata e pugni)    | 2               | 3:55            |                 |
|                  | Pesi gallo femminili  | Joselyne Edwards     | batte           | Chelsea Chandler | KO tecnico (pugni)                          | 1               | 2:31            |                 |

## Premi
I lottatori premiati ricevettero un bonus di 50.000 dollari.
Legenda:
- FOTN: Fight of the Night (vengono premiati entrambi gli atleti per il miglior incontro dell'evento)
- POTN: Performance of the Night (viene premiato il vincitore per la migliore performance dell'evento)